# Mồ Sì San
Mồ Sì San là một xã thuộc huyện Phong Thổ, tỉnh Lai Châu, Việt Nam.
Xã Mồ Sì San có diện tích 23,42 km², dân số năm 1999 là 1685 người, mật độ dân số đạt 20 người/km².